# Naboa cataleuca
Naboa cataleuca là một loài bướm đêm trong họ Noctuidae.